# 高橋まこと
高橋 まこと（たかはし まこと、1954年1月6日 - ）は、日本の音楽家。本名、高橋 信（読み方同じ）。福島県福島市出身。福島県立福島高等学校出身。
日本のロックバンド、BOØWYのドラマーとして知られる。身長170cm、体重61kg。血液型はA型。既婚。

## 略歴
ザ・ベンチャーズのメル・テイラーや、ビートルズのリンゴ・スター等のドラマーに影響を受け、ドラムを始める。アマチュア時代数多くのバンドに参加し、自身がリーダーを務めたGrape Jamにて、1974年開催のロック・フェスティバル「ワンステップフェスティバル」への出演も果たした。
上京後の1978年、長沢ヒロ率いる長沢ヒロ&HEROに参加するも、メジャー・デビュー・アルバム『Hero’s GIFT』の録音が終わった時点で脱退。音源はそのまま発売されたが、ジャケット写真は後任の伊藤真視（現：1960）が写っている。
1981年、知人に誘われて見た新宿LOFTでの暴威のライブ（この時が暴威としての初ライブ）の後、ドラムを募集していることを知り、メンバーとのスタジオセッションを経て加入することとなった。このとき高橋は木暮武彦（ex.レベッカ・RED WARRIORS）のバンド「STRAIGHT」にも所属しており、ヤマハが主催していた音楽コンテスト「EastWest」の埼玉予選にも通過していたが、本選に向けてのスケジュールとBOØWYの軽井沢合宿が被っており、STRAIGHT脱退することとなった。
1987年、BOØWYが解散発表するとほぼ同時期に元ALLERGYのボーカリスト宙也を中心として結成されていたDe-LAXに参加。De-LAX解散後、1994年にソロ・アルバム『楽しき人生』を発表した後、De-LAXのギタリスト・榊原秀樹と共にGEENAを結成。その後再結成されたDe-LAXを中心に活動していたが、2013年2月に脱退。また、2006年、TOYOTAの新型車 「AURIS（オーリス）」発売に際して結成された特別バンドTHE AURIS (SUPER) BANDにドラマーとして参加。2007年に自叙伝『スネア』を出版。現在はX(旧Twitter)にて政治活動家として活動を展開している。

## 逸話
BOØWY以前は、アニメソングの作曲や複数のバンドに所属していたこともあり、アマチュアシーンではその名が知られていた。
スタジオでのセッションを経て、1981年5月にBOØWYに加入する。その後、高橋と他のメンバーは、レコーディングのため河口湖で行われた合宿所での麻雀で親睦を深めたという。布袋は麻雀が上手くなかったので、ほとんど高橋の後ろで見ていたが、その打ち筋は初心者の布袋の目から見てもとことん男らしかったと証言している。
BOØWYのドラマーに採用された理由が「曲の出だしのカウントする声が大きかった」ことだと言われていたが、実際には高橋を加入させることは他のメンバー間では決定事項であり、オーディションは行われていなかった。
BOØWYの駆け出しの時代、他のメンバーに内緒で、とりあえず車で東京まで帰って来られる額のヘソクリを持っていた。内緒にしておかないとメンバーから「酒を飲もう」「飯を食おう」ということになるため、と語っていた。
BOØWY時代初期に、布袋寅泰からのアドバイスをきっかけにサングラスを着用し始めた。以来、今日まで自身のトレードマークとして定着している。同時期に氷室京介の免許更新に同伴して群馬に行った際、当時まだアマチュアだったヤガミトールに焼肉をおごってもらう代わりに、ヤガミの自宅でドラムを2時間叩いてみせたことがある。しかし当時は高橋とヤガミのレベルが違いすぎ、ヤガミは「何故こんな音が出るのか全くわからなかった」という。
BOØWY時代、ライブのメンバー紹介では、ボーカルの氷室京介から「原子のドラム、高橋まこと!」と紹介されていた。「ミスター・エイトビート」という異名がある。
2023年4月29日、大阪万博に関するツイートで予定されている入場料8,000円が高すぎるとして「今から、失敗が見えている」と一般の人がコメントしたことに対して「もうこの三流国日本には五輪も万博も要らねえよ。たかだか半年のくだらん祭りなんざ願い下げ。誰が儲かって誰が大変な思いをするのがもう既に皆んな知ってんだぜ。もう昭和じゃねえんだ」と発言。

## 作品

### シングル
ソロ
- LOVE SONGの途中でも（1994年6月17日、TODT-3257）
- ここから〜FROM HERE〜（2013年1月6日、ABCD-1301）

### アルバム
ソロ
- 楽しき人生（1994年7月20日、TOCT-8461）

### 書籍
- スネア（2007年 マーブルトロン ISBN 4123901557／2017年 立東舎文庫）

### DVD
- スネア THE MOVIE 8beat of BOØWY（2009年 アトス・インターナショナル）- ドラム教則DVD。

## 参加した主なバンド
- ヒーロー
- AUTO-MOD
- BOØWY
- De-LAX
- GEENA
- UZU - 和洋BAND。メンバーは佐藤三昭、小田島徳旺、加藤芳治、三浦公規、浅野祥、George
- PRISCIILA
- BLUE CADILLAC ORCHESTRA
- DAMNDOG
- ドラマーズ - メンバーはJUN SKY WALKER(S)の小林雅之、元THE BLUE HEARTSの梶原徹也、元PRINCESS PRINCESSの富田京子、元RCサクセションの新井田耕造など。
- THE AURIS (SUPER) BAND
- JET SET BOYS - メンバーは椎名慶治、友森昭一、tatsu。
- THE FROGLETS -メンバーは実息子のThe FoobarsのKEiTA

## 主な参加作品
- abe gakk
  - マキシシングル『epilogue』参加
- 吉川晃司
  - アルバム『PANDORA』収録曲「The Gundogs」参加。
- ブレンド・A（和氣あず未、鬼頭明里、春野杏）
  - 「デタラメなマイナスとプラスにおけるブレンド考」[6][7]（テレビアニメ『ブレンド・S』エンディングテーマ）参加
    - シングル「ぼなぺてぃーと♡S / デタラメなマイナスとプラスにおけるブレンド考」収録
- 布袋寅泰
  - アルバム『GUITARHYTHM VI』収録曲「Thanks a Lot」参加
- 山下久美子
  - アルバム『1986』収録曲「SINGLE」参加